# Carla Pinochet Cobos
Carla Pinochet Cobos (Santiago, 1983) es una antropóloga social chilena, reconocida por sus investigaciones en antropología de los procesos artísticos contemporáneos, prácticas culturales y políticas culturales en América Latina. 
Sus estudios abarcan temáticas como el arte urbano, popular e indígena, la producción cultural y el patrimonio en América Latina.

## Biografía
Nació en Santiago el 18 de septiembre de 1983.
Carla Pinochet Cobos egresó como antropóloga social de la Universidad de Chile. Posteriormente, obtuvo el grado de Doctora en Ciencias Antropológicas con mención en Antropología de la Cultura en la Universidad Autónoma Metropolitana de México.

### Vida profesional
Actualmente, se desempeña como académica del Departamento de Antropología de la Universidad Alberto Hurtado y es Directora del Magíster de Antropologías Latinoamericanas. Además, es Directora Alterna del Núcleo Milenio en Culturas Musicales y Sonoras (CMUS). En octubre de 2024 fue incorporada al claustro académico del Doctorado en Sociología de la UAH.
Entre 2014 y 2017 escribió columnas de opinión en el periódico El Mostrador. Es entre 2017 y 2020 fue investigadora responsable del proyecto OCIO que propuso «indagar en las condiciones de trabajo y las prácticas de ocio de los productores culturales de la ciudad de Santiago de Chile, observando las tensiones y contradicciones que experimentan en el marco de las recientes transformaciones en el mundo del trabajo.»
En 2023 fue expositora en el Encuentro internacional de Políticas Culturales, organizado por la revista inglesa Cultural Trends.
Entre 2022 y 2023 fue parte del directorio del Teatro Municipal de Santiago, y es desde 2024 miembro del Comité Asesor del Patrimonio Cultural Inmaterial del Ministerio de las Culturas, las Artes y el Patrimonio. Fue además consultora para la oficina regional de educación de UNESCO en Santiago de Chile.
En enero de 2025 presentó su nuevo libro «La cultura descentrada: Estudios sobre democracia cultural en Chile y Latinoamérica.», también fue expositora en la decimocuarta versión de Congreso Futuro.

## Área de estudio
Las investigaciones de Pinochet Cobos se centran en la antropología de los procesos artísticos contemporáneos, abarcando áreas como el arte urbano, popular e indígena. También se especializa en la producción, distribución y consumo cultural en América Latina, así como en temas de patrimonio, museos y políticas culturales.
En una entrevista de 2025, Pinochet Cobos reflexionó sobre el concepto de "democracia cultural" y su complejidad. Explicó que, aunque la idea de democratizar el acceso a la cultura es atractiva, también plantea desafíos que incomodan, como la necesidad de repensar qué se considera cultura legítima y cómo se incluyen perspectivas diversas y marginalizadas en los espacios tradicionales de difusión cultural. Según Pinochet Cobos, "la democracia cultural nos obliga a cuestionar las jerarquías históricas de lo cultural y a generar espacios más horizontales donde se visibilicen y respeten múltiples voces".
Además, su trabajo incluye investigaciones sobre la relación entre los festivales culturales y el espacio público, destacando cómo estos eventos contribuyen a la construcción de imaginarios democráticos y cohesionan a las comunidades. También ha explorado las implicancias de las políticas culturales en la conservación del patrimonio, tanto tangible como intangible, y el rol de los museos en la representación y negociación de identidades culturales en América Latina.

## Publicaciones
Entre sus publicaciones destacadas se encuentran:

### Libros
- Pinochet Cobos, Carla (2016). Derivas críticas del museo en América Latina. Zona crítica. XXI, Grupo Editorial Siglo Veintiuno. ISBN 978-607-02-8512-7. Consultado el 20 de enero de 2025.
- Cobos, Carla Pinochet (2024). La cultura descentrada: Estudios sobre democracia cultural en Chile y Latinoamérica. Ediciones Universidad Alberto Hurtado. ISBN 978-956-357-497-5. Consultado el 20 de enero de 2025.

### Publicaciones académicas
- Cobos, Carla Pinochet (1 de noviembre de 2016). «La construcción de lo público en ferias y festivales culturales. Apuntes etnográficos sobre consumo cultural y ciudad». Cuadernos de Música, Artes Visuales y Artes Escénicas 11 (2). ISSN 2215-9959. doi:10.11144/Javeriana.mavae11-2.cpff. Consultado el 20 de enero de 2025.
- Márquez, Francisca; Bustamante, Javiera; Pinochet, Carla; Márquez, Francisca; Bustamante, Javiera; Pinochet, Carla (2019-12). «Antropología de las Ruinas. Desestabilización y fragmento». Cultura-hombre-sociedad 29 (2): 109-124. ISSN 0719-2789. doi:10.7770/0719-2789.2019.cuhso.03.a04. Consultado el 20 de enero de 2025.
- Pinochet Cobos, Carla; Peters, Tomás; Guzmán, Victoria (2021-10). «La crisis COVID en el sector cultural chileno: estrategias de acción colectiva y políticas culturales desde abajo». Revista de Estudios Sociales (78): 14-35. ISSN 0123-885X. doi:10.7440/res78.2021.02. Consultado el 20 de enero de 2025.
- Cobos, Carla Pinochet (2016). «Sociabilidad y nuevas tecnologías en las prácticas lectoras. Un estudio en Ciudad de México». Revista Chilena de Literatura (94). ISSN 0718-2295. Consultado el 20 de enero de 2025.